# Ciosaniec-Bolkowo
Bolkowo (Ciosaniec-Bolkowo, Ciosaniec PGR) – zniesiona w 2006 nazwa przysiółka wsi Ciosaniec w Polsce położony w województwie wielkopolskim, w powiecie złotowskim, w gminie Okonek.
W latach 1975–1998 miejscowość administracyjnie należała do województwa pilskiego.